# Gomphrena pulchella
Gomphrena pulchella är en amarantväxtart som beskrevs av Carl Friedrich Philipp von Martius. Gomphrena pulchella ingår i släktet klotamaranter, och familjen amarantväxter.

## Underarter
Arten delas in i följande underarter:
- G. p. pulchella
- G. p. rosea

## Bildgalleri

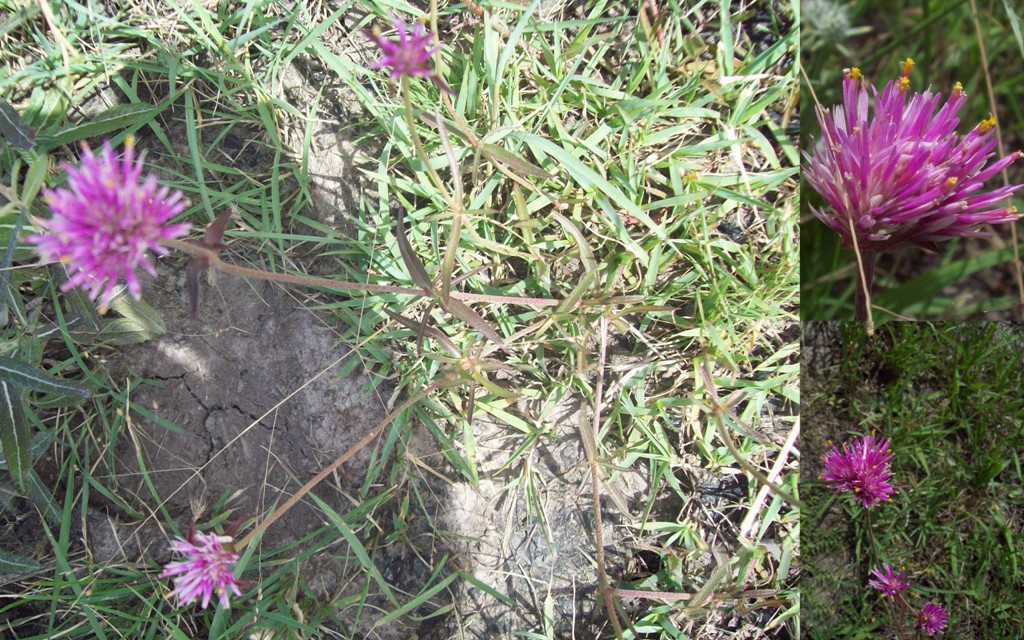
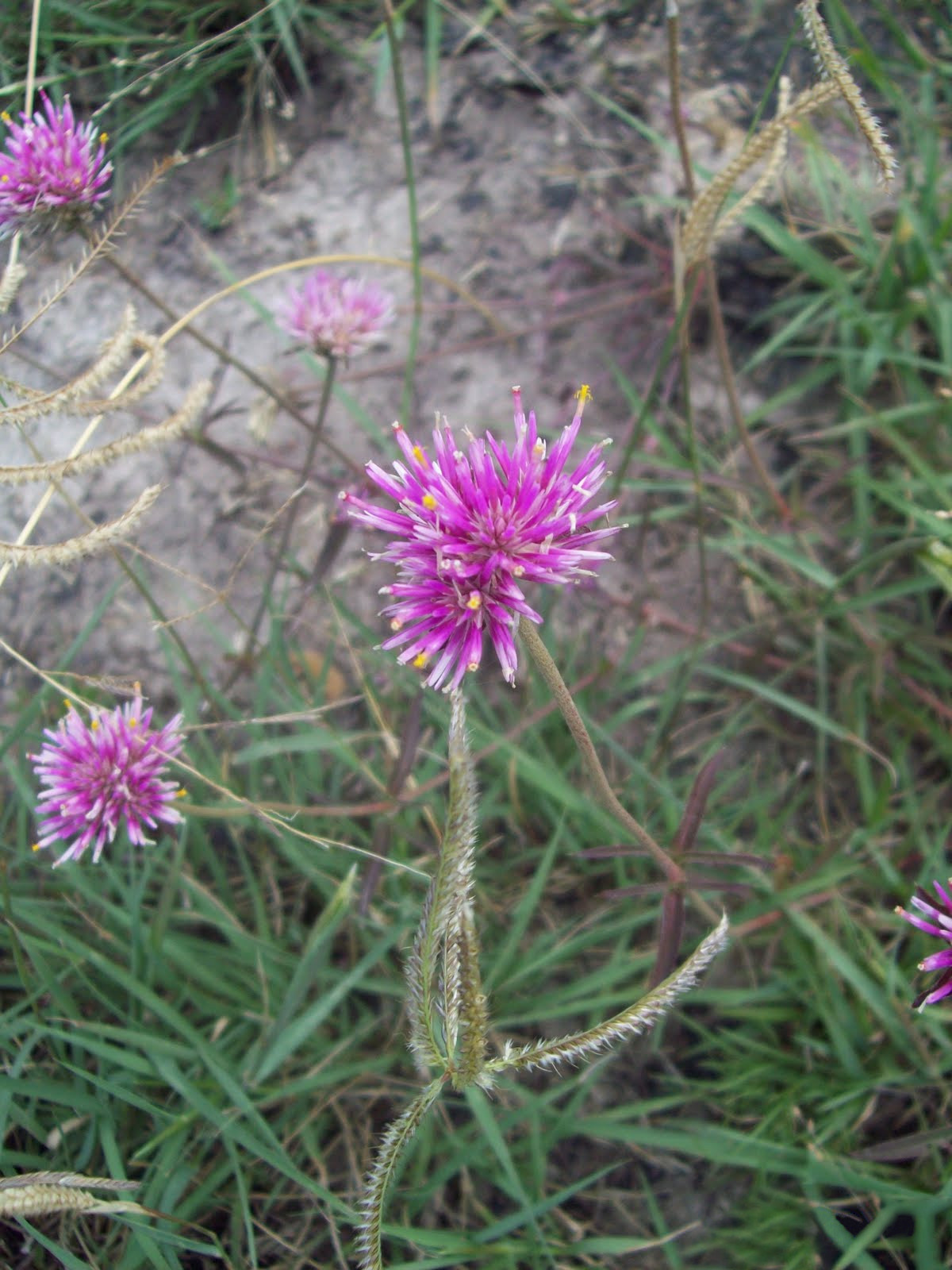